# Дарко Лазович
Дарко Лазович (серб. Darko Lazović/Дарко Лазовић, нар. 15 вересня 1990, Чачак) — сербський футболіст, півзахисник клубу «Верона» і національної збірної Сербії.

## Клубна кар'єра
Народився 15 вересня 1990 року в місті Чачак. Вихованець футбольної школи місцевого клубу «Борац». Дорослу футбольну кар'єру розпочав 2007 року в основній команді того ж клубу, в якій провів два сезони, взявши участь у 42 матчах чемпіонату. 
Своєю грою за цю команду привернув увагу представників тренерського штабу белградського клубу «Црвена Звезда», до складу якого приєднався 2009 року. Відіграв за белградську команду наступні шість сезонів своєї ігрової кар'єри.
2015 року уклав контракт з італійським клубом «Дженоа», у складі якого протягом наступних чотирьох років взяв участь більш ніж 100 іграх Серії A.
Влітку 2019 року угода серба з «Дженоа» завершилася і він на правах вільного агента став гравцем іншого італійського клубу, «Верони». 

## Виступи за збірні
Протягом 2011–2012 років залучався до складу молодіжної збірної Сербії. На молодіжному рівні зіграв у 10 офіційних матчах, забив 5 голів.
2008 року дебютував в офіційних матчах у складі національної збірної Сербії.
| Дата       | Місто      | Господарі  | Результат | Гості  | Турнір            | Голи | Примітки |
| ---------- | ---------- | ---------- | --------- | ------ | ----------------- | ---- | -------- |
| 14-12-2008 | Аксу       | Польща     | 1 – 0     | Сербія | товариський матч  | -    | 46'      |
| 31-5-2012  | Реймс      | Франція    | 2 – 0     | Сербія | товариський матч  | -    | 76'      |
| 5-6-2012   | Стокгольм  | Швеція     | 2 – 1     | Сербія | товариський матч  | -    |          |
| 8-9-2012   | Глазго     | Шотландія  | 0 – 0     | Сербія | Відбір до ЧС 2014 | -    | 58'      |
| 1-6-2014   | Бриджв'ю   | Панама     | 1 – 1     | Сербія | товариський матч  | -    | 85'      |
| 20-3-2019  | Вольфсбург | Німеччина  | 1 – 1     | Сербія | товариський матч  | -    | 79'      |
| 25-3-2019  | Лісабон    | Португалія | 1 – 1     | Сербія | Відбір до ЧЄ 2020 | -    | 69'      |
| 7-6-2019   | Львів      | Україна    | 5 – 0     | Сербія | Відбір до ЧЄ 2020 | -    | 72'      |
| Усього     |            | Матчів     | 8         |        | Голів             | 0    |          |

## Титули і досягнення
- Чемпіон Сербії (1):

Црвена Звезда: 2013-14
- Володар Кубка Сербії (2):

Црвена Звезда: 2009-10, 2011-12